# 烏來青黴
烏來青黴（學名：Penicillium ulaiense）是青黴屬的一種真菌，為植物病原菌，於1987年由台灣真菌學家謝慧美、蘇鴻基與曾顯雄描述發表。烏來青黴可感染柑橘的果實，特別容易在水果包裝廠中造成感染，除了台灣以外，已於阿根廷、美國、歐洲、澳洲、紐西蘭、埃及與南非等世界各地發現。本種有時會被誤認為指狀青黴或義大利青黴，可形成高1-7毫米的分生孢子束，孢子顏色為藍灰色。